# Мотеруэллский собор
Мотеруэллский собор (англ. Motherwell Cathedral), официальное название Кафедральный собор Богоматери Доброй Помощи (англ. The Cathedral Church of Our Lady of Good Aid) — католический собор епархии Мотеруэлла (с 1948 года) и кафедра епископа Мотеруэлла. Находится в Мотеруэлле, Норт-Ланаркшир, Шотландия.

## История
Церковь Богоматери Доброй Помощи была открыта 9 декабря 1900 года. В 1948 году церковь получила статус кафедрального собора после учреждения новой епархии Мотеруэлла. Неоготический собор был спроектирован знаменитыми архитекторами из Pugin & Pugin и напоминает многие католические церкви, спроектированные ими в Шотландии, Англии и Ирландии. Первоначально в церкви был главный алтарь и два боковых алтаря, однако бо́льшая часть декоративного убранства была удалена при перестройке святилища в 1984 году в соответствии с реформами Второго Ватиканского собора.
Орган Мотеруэллского собора был отремонтирован в 2008 году и отличается своими размерами. В него добавили электронику и новую консоль. Это самый большой орган с четырьмя клавиатурами среди органов в римско-католических церквях на западе Шотландии.